# Alyn Smith
Alyn Smith (n. 15 septembrie 1973) este un om politic britanic, membru al Parlamentului European în perioada 2004-2009 din partea Regatului Unit.
1. ↑   http://yournextmep.com/candidates/eu2014/snp/alyn-smith/ Lipsește sau este vid: |title= (ajutor)
2. ↑   http://www.europarl.europa.eu/meps/en/28508/Alyn_SMITH.html Lipsește sau este vid: |title= (ajutor)
3. ↑   http://ukpollingreport.co.uk/2015guide/scotland-european-candidates-2014/ Lipsește sau este vid: |title= (ajutor)
4. ↑   (PDF) http://www.europarl.org.uk/resource/static/files/epio-in-edinburgh---october-newsletter.pdf Lipsește sau este vid: |title= (ajutor)
5. ↑   http://www.snp.org/people/alyn-smith Lipsește sau este vid: |title= (ajutor)
6. ↑   http://www.europarl.europa.eu/meps/en/search.html?politicalGroup=4281 Lipsește sau este vid: |title= (ajutor)
7. ↑   http://www.scotsman.com/news/politics/call_to_cut_charges_for_payday_loans_1_2037979 Lipsește sau este vid: |title= (ajutor)
8. ↑   http://www.theguardian.com/eu/subsection/0,,687211,00.html Lipsește sau este vid: |title= (ajutor)
9. ↑   https://candidates.democracyclub.org.uk/results/csv/parl.2019-12-12/ Lipsește sau este vid: |title= (ajutor)
10. ↑  Deputații în Parlamentul European